# Колашинские долины (курорт)
«Колашинские долины» (серб. Kolašin Valleys) — горнолыжный курорт, расположенный на севере Черногории в 9 км от города Колашин в горах Беласица. Находится в 55 минутах от аэропорта Подгорицы по высокоскоростной автомагистрали и в 3 часах пути от аэропорта Белграда.

## Концепция курорта
Курорт «Колашинские долины» состоит из двух соединенных между собой горных деревень — 1450 Nest и К16 Peak.
Деревня 1450 Nest построена для активного отдыха и ночной жизни. В ней сосредоточено большинство ночных заведений курорта, баров и ресторанов, а также возможностей для активного отдыха.
Деревня К16 Peak создана для размеренного семейного досуга, прогулок, катания на лошадях и лодках на озере и оздоровительных процедур в спа-центрах. К16 Peak находится на высоте 1600 метров над уровнем моря, расположен в южной части горной цепи Беласица и является самым высокогорным горнолыжным курортом Черногории. Поселок находится на 150 метров выше, чем 1450 Nest. Оба поселка соединены между собой прямой дорогой и подъемником.

## Инфраструктура курорта
Общая длина трасс курорта составляет 50 км. К 2030 году протяженность трасс планируется увеличить до 250 км. Высоты 1450 и 1600 соединены кресельной канатной дорогой К-7. Максимальная высота, с которой идут трассы и до которой идут подъемники, составляет 2075 метров.
На высоте 1450 правительство Черногории строит многоуровневую публичную парковку площадью около 50 000 квадратных метров на 1380 мест для автомобилей и 20 мест для туристических автобусов. Для гостей курорта предусмотрены собственные парковки на подземных этажах зданий отеля.
По состоянию на 2024 год туристам доступен 1 отель Swissôtel Resort Kolasin на 116 номеров, расположенный в деревне К16 Peak.
Также туристам доступны spa-центр, тренажерные залы, велнес-центры, студии йоги, кафе и рестораны, ночные клубы, бары, на территории комплекса представлен ряд бутиков и галерей для шоппинга, территория для пеших, прогулок, катании на лошадях, лодках, смотровые площадки.

## История
В 2011 году канадская компания Ecosign разработала проект горнолыжного курорта Kolašin Valleys.
В 2020 году началось строительство.
В начале 2024 года курорт был открыт и начал функционировать. К этому моменту на этапе строительства находится 12 отелей и 20 шале, 1 отель из которых уже введен в эксплуатацию. Первая фаза проекта включает запуск 4 отелей и 4 шале в 2024 году. Всего запланировано построить 23 отеля и 73 шале.